# قصر أبي غار
قصر أبي غار أو قلعة أبو غار هو بناية أثرية في منطقة أبي غار مطلة على الصَوب الأيمن لوادي أبي غار في شمال ناحية بصية بقضاء السلمان بمحافظة المثنى بالبادية العراقية جنوب العراق، وقد بنى القصرَ الشيخُ سعدون بن منصور السعدون شيخ لواء المنتفق حين كان متمرّداً على الحكومة العثمانية قبل الحرب العالمية الأولى.  وبعد وفاة سعدون هبّت عشيرتا البدور والزيّاد لمحاربة المنتفق وهدمتا قصر أبي غار.